# Rondo D-Dur (Mozart)
Das Rondo D-Dur KV 485 ist ein Klavierwerk des österreichischen Komponisten Wolfgang Amadeus Mozart.

## Zur Musik
Das Rondo D-Dur KV 485 entstand 1786, in der Zeit, in der Mozart auch seine Klavierkonzerte in A-Dur (KV 488) und c-Moll (KV 491) schrieb. Das Thema ähnelt dem des dritten Satzes aus dem g-Moll Klavierquartett (KV 478). Das Rondo entspricht der Form des Sonatenrondos mit nur einem Thema, wobei es hier auch Ansätze einer Fantasie gibt. Es steht im -Takt und hat insgesamt 167 Takte. In den ersten 16 Takten wird das Thema zweimal vorgestellt, wobei es in Takt 8 in der Tonika A-Dur zwischenendet und in Takt 16 in der Tonika Abschnitt A abschließt. In den kommenden 19 Takten (Abschnitt B) moduliert der Komponist, bis er schließlich in Takt 36 das Thema in der Dominante erscheinen lässt. Die Reprise endet mit einem Wiederholungszeichen in Takt 59. In der darauffolgenden Reprise, die bis 144 geht, wird das Thema in weitere Tonarten verarbeitet und ummoduliert. In Takt 95 erscheint zwar das Thema, mit Blick auf der thematischen Verarbeitung könnten die weiteren Takte aber noch zur Durchführung gezählt werden. Das Thema erscheint ab Takt 145 in der Tonika, wiederholt und verändert.

## Aufnahmen (Auswahl)
- Rondo D-Dur KV 485. Marc-André Hamelin, Piano; Studio Master FLAC & ALAC
- Piano Sonatas KV 281, KV 330 & KV 333, Rondo KV 485, Adagio KV 540. Wladimir Horowitz, Piano; Deutsche Grammophon
- Rondo in D Major, K. 485 . Adagio in B Minor, K. 540. Lili Kraus, Piano; Musical Masterpiece Society
- Rondo in D Major, K. 485. Víkingur Ólafsson, Piano; Deutsche Grammophon